# 3064 Zimmer
3064 Zimmer este un asteroid din centura principală, descoperit pe 28 ianuarie 1984 de Edward Bowell.